# Gia Czichladze
Gia Czichladze (ukr. Гія Джемалович Чихладзе, Hija Dżemałowycz Czychładze; ur. 9 maja 1986) – gruziński i ukraiński zapaśnik startujący w stylu wolnym. Zajął trzynaste miejsce na mistrzostwach świata w 2009. Brązowy medalista mistrzostw Europy w 2013. Czwarty w Pucharze Świata w 2014; siódmy w 2007 i czwarty w drużynie w 2008. Trzeci na MŚ juniorów w 2006 roku.